# Zbigniew Kruszyński (Autor)

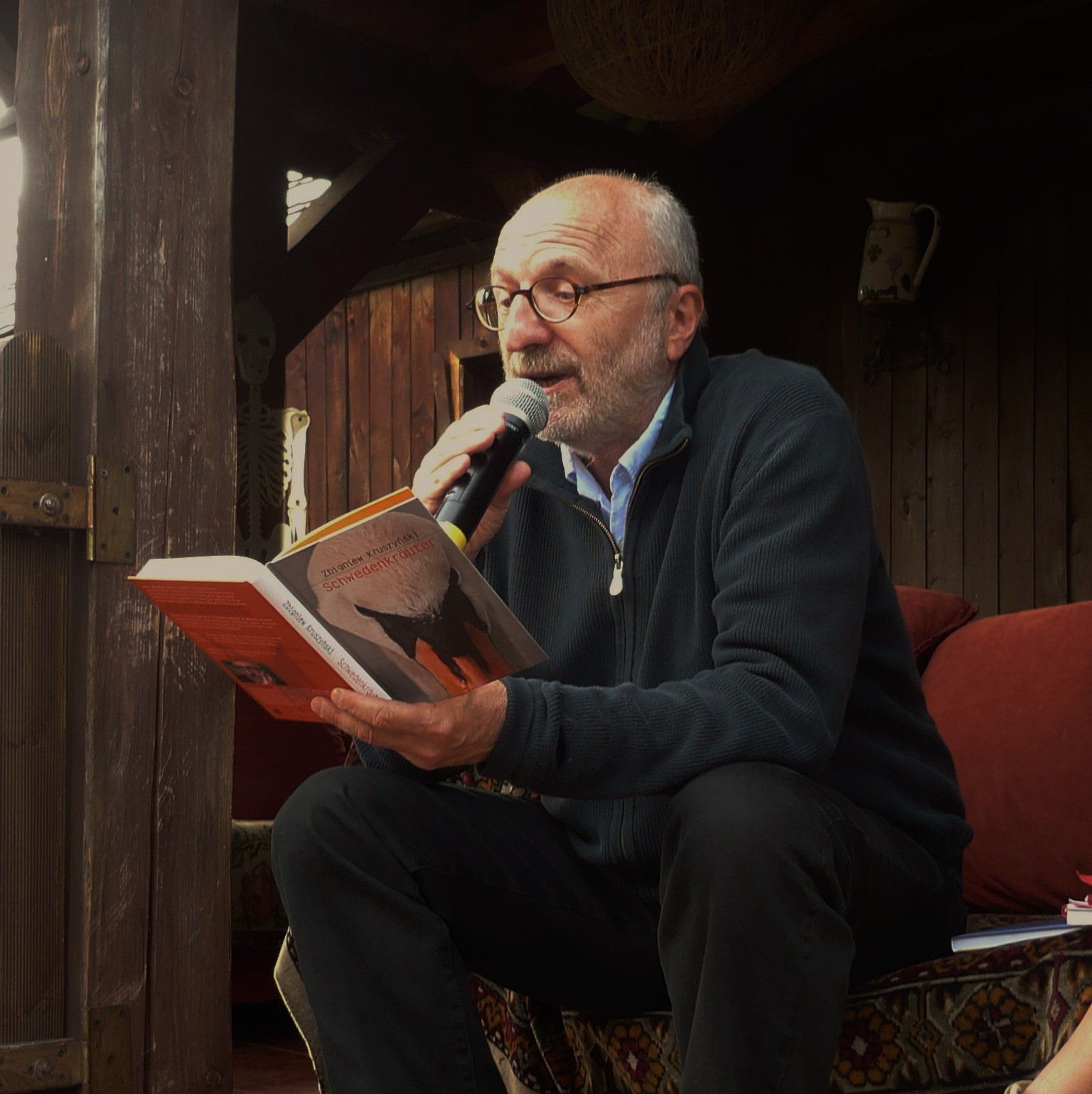
Zbigniew Kruszyński

Zbigniew Kruszyński, mit Pseudonym Jan Rost, Jerzy Kempiński, zet, oder Z.K. (* 29. August 1957 in Radom) ist ein polnischer Schriftsteller und Übersetzer.

## Leben
Kruszyński besuchte das Gymnasium in Radom, wo er 1976 das Abitur ablegte. Anschließend studierte er Polonistik und Romanistik an der Universität Breslau. Von 1980 bis 1981 studierte er im Rahmen des Mickiewicz-Stipendiums an der Universität Lausanne. 1981 wurde er als Assistent an der Universität Breslau eingestellt. Nach der Ausrufung des Kriegsrechts in Polen engagierte er sich für die Solidarność, weswegen er 1982 zu dreieinhalb Jahren Haft verurteilt wurde. 1983 erlangte er eine Unterbrechung seiner Haftstrafe und emigrierte mit seiner Familie nach Schweden, wo er zuerst in Uppsala wohnte und als Französischlehrer arbeitete. Danach zog er nach Lund um und arbeitete an der Universität Stockholm. Zudem dozierte er gelegentlich Polonistik an der Universität Kopenhagen. 1987 debütierte er als Prosaschriftsteller mit der Erzählung Fragment powierzchni, die in der Zeitschrift Zeszyty Literackie veröffentlicht wurde. 1988 publizierte er Übersetzungen aus dem Französischen, die außerhalb der Zensur vertrieben wurden. 1995 publizierte er seinen ersten Roman Schwedenkräuter. 2000 kehrte er nach Polen zurück und leitete die Übersetzerwerkstätte für schwedische Literatur an der Hochschule Södertörn. Daneben dozierte er am Studium Literacko-Artystyczne an der Jagiellonen-Universität. Seit 2009 ist er Jurymitglied des Literaturpreises Gydnia und seit 2016 des Witold-Gombrowicz-Literaturpreises.
Er lebt in Laski in Kotlina Kłodzka.

## Publikationen
- Schwedenkräuter, 1995
- Szkice historyczne, 1996
- Na lądach i morzach. Opisy i powiadania, 1999
  - Zu Lande und zur See. Erzählungen, übersetzt von Esther Kinsky, München 2005
- Powrót Aleksandra, 2006
- Ostatni raport, 2009
- Kurator, 2014

## Übersetzungen
- Lars Gustafsson: Dziwne, drobne przedmioty, 2012
- Marie Lundquist: Pisane na kamieniach, 2008

## Auszeichnungen und Nominierungen (Auswahl)
- 1997: Nominierung für den Nike-Literaturpreis mit Szkice historyczne
- 2007: Nominierung für den Nike-Literaturpreis mit Powrót Aleksandra
- 2010: Nominierung für den Mitteleuropäischen Literaturpreis Angelus mit Ostatni raport
- 2015: Adam-Mickiewicz-Preis für Kurator